# Кенти
Кенти (пољ. Kęty) је град у Пољској у Војводству Малопољском у Повјату oświęcimski. Према попису становништва из 2011. у граду је живело 19.198 становника.

## Становништво
Према прелиминарним подацима са пописа, у граду је 2011. живело 19.198 становника.
| 2002.  | 2011.  | 2012.  |
| ------ | ------ | ------ |
| 19.286 | 19.198 | 19.151 |